# 小林米三郎
2代 小林 米三郎（こばやし よねさぶろう、1886年（明治19年）11月20日 - 1968年（昭和43年）6月25日）は、大正・昭和期の実業家、政治家。参議院議員（1期）、小林酒造社長、栗山町名誉町民。旧姓は田中、旧名は栄。

## 経歴

### 青年期
1886年（明治19年）11月20日、新潟県刈羽郡（のちの刈羽郡二田村、現・柏崎市）に田中九平太の二男として生まれた。生家は造り酒屋の素封家であり、6人兄弟姉妹の5番目だった。出生名は田中栄であり、当地出身の田中角栄の遠縁にあたる。
1903年（明治36年）に新潟県立柏崎中学校（現・新潟県立柏崎高等学校）を卒業。

### 2代小林米三郎襲名後

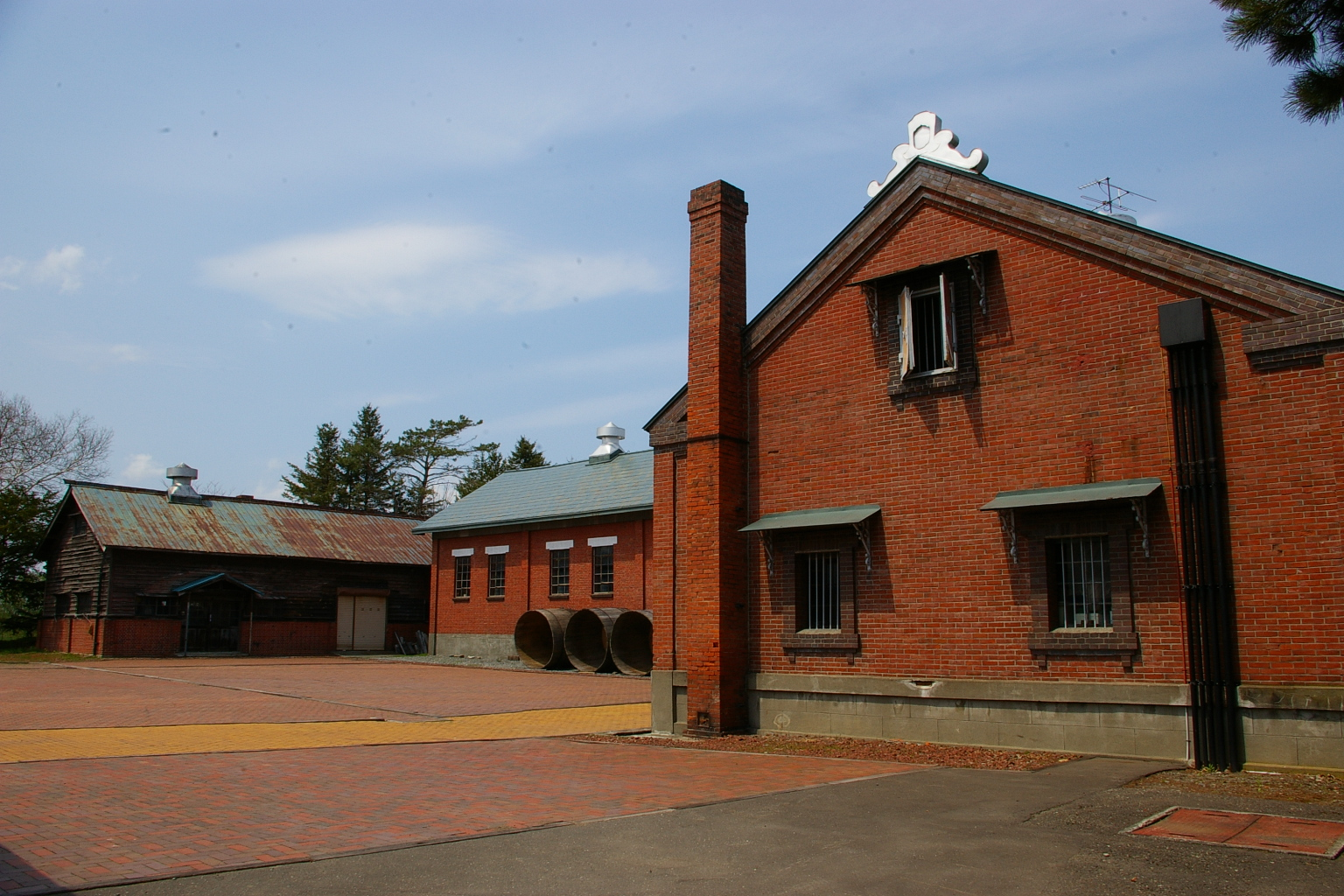
小林酒造

17歳の時に北海道夕張郡角田村（現・栗山町）の初代小林米三郎の養子となり、2代米三郎を襲名して酒造業を継承した。小林酒造は初代の時代には既に北海道でも有力な酒蔵となっていた。初代の影響で日蓮宗の敬虔な信者となった。
1919年（大正8年）12月、角田村に北海道殖産銀行が設立された際には、11人の発起人の一人に名を連ねた。同年には北海道炭礦汽船（北炭）への納入権を獲得し、小林酒造の飛躍的な発展の契機とした。30歳の時に角田村会議員に就任し、1940年（昭和15年）まで5期20年に渡って村会議員を務めた。北炭社長の團琢磨などと協力して夕張鉄道の発起人となり、1924年（大正13年）に夕張鉄道が設立されると取締役に就任した。
1929年（昭和4年）には助川貞次郎の所有地を買収、1933年（昭和8年）には高野正次の所有地を買収するなどし、字中ノ里に大半が水田からなる栗山小林農場を開設した。1931年（昭和6年）には角田村商工会（現・栗山町商工会）を組織し、自らが会頭に就任した。1932年（昭和7年）に商業組合法が施行されると、1937年（昭和12年）12月には小林米三郎の発起によって角田村全域を区域とする栗山商業組合が設立され、1939年（昭和14年）9月に認可された。

### 戦後

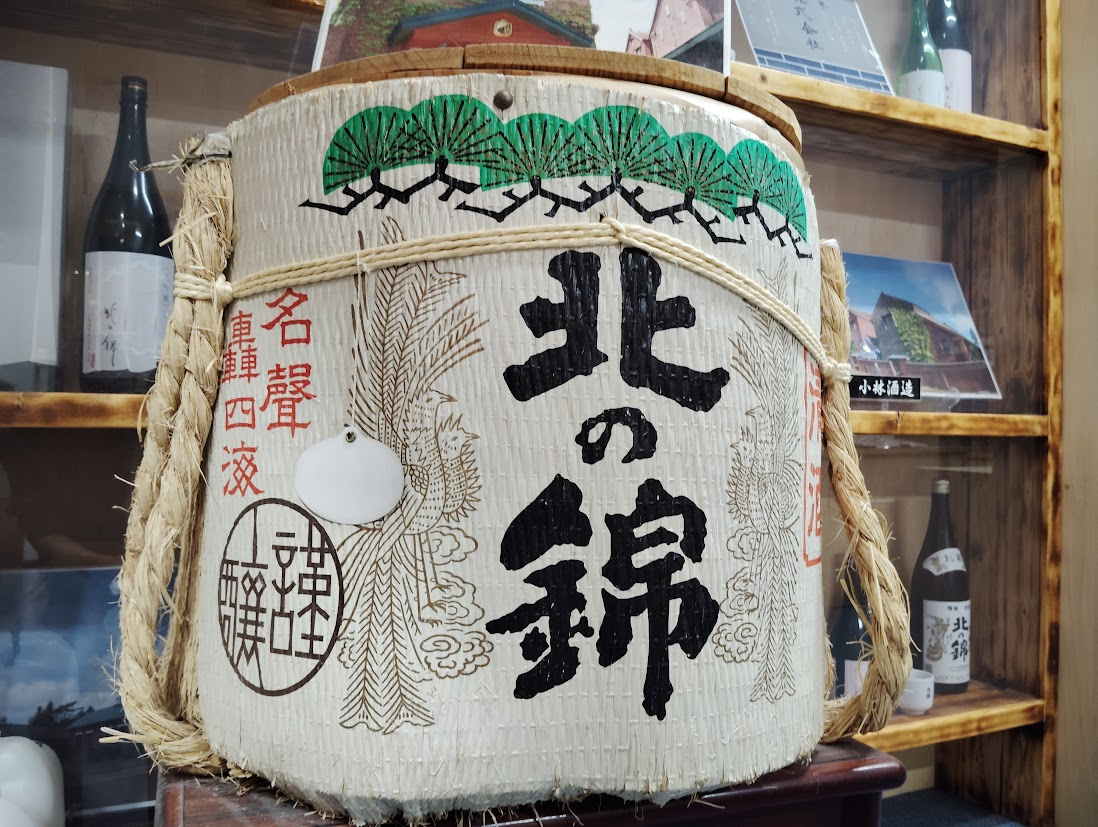
銘柄「北の錦」

戦後には小林酒造の工場の自動化に取り組んだ。栗山工場は日本酒2160キロリットル（1万5000石）、焼酎550キロリットル（3000石）、合成酒180キロリットル（1000石）で計12億円の売上高を記録し、単一の工場としては北海道一の売上高を記録した。1967年（昭和42年）時点では日本酒・焼酎・合成酒などで年間4700キロリットルを製造し、北海道最大の酒造メーカーであった。
自身が社長を務めた北海道酒類販売株式会社（北酒販）は日本一の年間取扱額150億円を記録した。北海道はサッポロビールの地元であり、特約店制度による独自の販売網を有していたが、1961年（昭和36年）に北酒販がアサヒビールとキリンビールを取り扱うようになると、北酒連（旧・北海道酒類商業協同組合連合会）と北酒販が激しく争った。
1947年（昭和22年）4月、第1回参議院議員通常選挙で北海道地方区から出馬して当選（補欠、任期3年）。1950年（昭和25年）6月、第2回通常選挙に自由党所属で出馬したが落選した。
北海道砂利採取、日本高圧コンクリートなど多くの企業を設立した。酒造組合中央会常任評議員、北海道酒造組合理事長、北海道商工連合会会頭、北海道商工経済会理事、北海道商工会議所理事、北海道殖産銀行頭取、北海道銀行取締役、札幌酒精工業取締役、日本電気冶金取締役、北海道酒類販売取締役、夕張鉄道取締役、栗山運送取締役社長、北海道セメント販売取締役社長、空知酒類醸造取締役社長、北海道ヒューム管取締役社長などを務めた。その他、札幌財務局管内所得審査委員、司法保護委員会常務委員なども務めた。

### 晩年
1958年（昭和33年）春の褒章において、酒造業に携わり発展に努める傍ら業界団体の要職に就いて振興に寄与したとして、藍綬褒章を受章（飾版）した。1959年（昭和34年）には栗山町が名誉町民条例を制定し、栗山町開拓の功労者である泉麟太郎、松原産業創業者の松原賦吉とともに名誉町民に推挙された。
1962年（昭和37年）11月に栗山町役場の建設資金を寄付した功績により、1963年（昭和38年）4月12日に紺綬褒章を受章（飾版）し、寄付の功績顕著として木杯一組台付を賜った。1964年（昭和39年）秋の叙勲で勲三等瑞宝章を受章した。
1968年（昭和43年）6月25日に81歳で死去した。死没日をもって正五位に叙された。同年には栗山町役場前に銅像が移設された。

## 親族
- 妻 小林チノ（養父米三郎長女）[4]